# Nottingham Trophy 2021
El torneo Nottingham Trophy 2021 fue un torneo profesional de tenis. Perteneció al ATP Challenger Series 2021. Se disputó en su 11.ª edición sobre superficie césped, en Nottingham, Gran Bretaña entre el 14 y el 20 de junio de 2021.

## Jugadores participantes del cuadro de individuales
| Favorito | País                     | Jugador           | Rank1 | Posición en el torneo    |
| -------- | ------------------------ | ----------------- | ----- | ------------------------ |
| 1        | Bandera de Francia       | Richard Gasquet   | 53    | Cuartos de final, retiro |
| 2        | Bandera de Corea del Sur | Kwon Soon-woo     | 91    | Segunda ronda            |
| 3        | Bandera de Italia        | Andreas Seppi     | 98    | Segunda ronda            |
| 4        | Bandera de Sudáfrica     | Kevin Anderson    | 100   | Primera ronda            |
| 5        | Bandera de Suecia        | Mikael Ymer       | 105   | Primera ronda            |
| 6        | Bandera de Kazajistán    | Mikhail Kukushkin | 106   | Primera ronda            |
| 7        | Bandera de Japón         | Yūichi Sugita     | 110   | Primera ronda            |
| 8        | Bandera de Japón         | Yasutaka Uchiyama | 115   | Primera ronda            |

- 1 Se ha tomado en cuenta el ranking del 31 de mayo de 2021.

### Otros participantes
Los siguientes jugadores recibieron una invitación (wild card), por lo tanto ingresan directamente al cuadro principal (WC):
- Jay Clarke
- Anton Matusevich
- Aidan McHugh

Los siguientes jugadores ingresan al cuadro principal tras disputar el cuadro clasificatorio (Q):
- Alex Bolt
- Marius Copil
- Ernesto Escobedo
- Ramkumar Ramanathan

## Campeones

### Individual Masculino
- Alex Bolt derrotó en la final a  Kamil Majchrzak, 4–6, 6–4, 6–3

### Dobles Masculino
- Marc Polmans /  Matt Reid derrotaron en la final a  Benjamin Bonzi /  Antoine Hoang, 6–4, 4–6, [10–8]